# 让·特莱尔
让·特莱尔（法語：Jean Teulère，1954年2月24日—），法国男子马术运动员。他曾代表法国参加1988年、1996年、2000年和2004年夏季奥林匹克运动会马术比赛，其中2004年奥运会获得一枚金牌。